# James O'Connor (vescovo)
James O'Connor (Cobh, 10 settembre 1823 – Omaha, 27 maggio 1890) è stato un vescovo cattolico e missionario irlandese naturalizzato statunitense.

## Biografia
Fratello minore di Michael O'Connor, che diventò vescovo di Pittsburgh nel 1843, accompagnò il fratello a Filadelfia e iniziò gli studi in seminario, che vennero completati presso il pontificio collegio urbano de Propaganda Fide a Roma, città dove venne successivamente ordinato sacerdote il 25 marzo 1848 dal cardinale Giacomo Filippo Fransoni. In seguito fece ritorno negli Stati Uniti, prestando servizio nella diocesi amministrata dal fratello, dove nel 1857 venne nominato presidente del seminario diocesano di San Michele e nel 1862 del seminario di Wynnewood, in Pennsylvania. 

### Ministero episcopale
Il 30 giugno 1876  fu nominato vicario apostolico del Nebraska e vescovo titolare di Dibon da papa Pio IX.  
Fu consacrato vescovo nella cappella di Saint Charles del seminario di Filadelfia il 20 agosto 1876 dalle mani dell'arcivescovo Patrick John Ryan, co-consacranti il vescovo di Scranton William O'Hara  e il vescovo di Harrisburg Jeremiah Francis Shanahan. 
Il 2 ottobre 1885 il vicariato apostolico del Nebraska fu elevato a diocesi e assunse il nome di diocesi di Omaha in forza del breve A Venerabilibus Fratribus di papa Leone XIII e ne divenne il primo vescovo. Accolse in diocesi diversi ordini religiosi: i francescani, le clarisse, i religiosi del Sacro Cuore, i benedettini e le suore della Provvidenza.
Nel 1889 fondò, insieme a suor Katharine Mary Drexel (proclamata santa), le Suore del Santissimo Sacramento per gli indiani e i negri.  
Favorì inoltre l'istituzione del Creighton College nel 1879, di cui deteneva la proprietà in custodia, che venne in seguito ceduta ai gesuiti, che da allora ne detengono la proprietà come fiduciari. 
Morì il 27 maggio 1890 all'età di 66 anni.

## Genealogia episcopale
La genealogia episcopale è:
- Cardinale Scipione Rebiba
- Cardinale Giulio Antonio Santori
- Cardinale Girolamo Bernerio, O.P.
- Arcivescovo Galeazzo Sanvitale
- Cardinale Ludovico Ludovisi
- Cardinale Luigi Caetani
- Cardinale Ulderico Carpegna
- Cardinale Paluzzo Paluzzi Altieri degli Albertoni
- Papa Benedetto XIII
- Papa Benedetto XIV
- Cardinale Enrico Enriquez
- Arcivescovo Manuel Quintano Bonifaz
- Cardinale Buenaventura Córdoba Espinosa de la Cerda
- Cardinale Giuseppe Maria Doria Pamphilj
- Arcivescovo Louis-Guillaume-Valentin Dubourg, P.S.S.
- Vescovo Giuseppe Rosati, C.M.
- Arcivescovo Peter Richard Kenrick
- Arcivescovo Patrick John Ryan
- Vescovo James O'Connor